# Dylan Connolly
Dylan Edward Connolly (Dublino, 2 maggio 1995) è un calciatore irlandese, centrocampista del Glentoran.

## Carriera
Ha giocato nelle massime serie irlandese e scozzese.